# Positions (Album)
Positions ist das sechste Studioalbum der US-amerikanischen Sängerin Ariana Grande. Es erschien am 30. Oktober 2020 über Republic Records.

## Hintergrund
Im April wurde erstmals bekannt, dass Grande an neuer Musik arbeitet. In einem Interview im Mai erklärte sie, dass sie kein Album während des internationalen Covid-19 Lockdowns veröffentlichen werde. Am 14. Oktober kündigte Grande ihr sechstes Studioalbum über Social Media noch für denselben Monat an. Am 17. Oktober erschien ein Video, indem sie das Wort „Positions“ in eine Tastatur eingibt. Am selben Tag erschien ein Countdown bis zum 23. Oktober 2020 sowie ein weiterer bis zum 30. Oktober 2020 auf ihrer offiziellen Website. Am 23. Oktober gab Grande dann über Twitter den 30. Oktober 2020 als Veröffentlichungsdatum an, außerdem postete sie das Cover des Albums. Am folgenden Tag erschien die Titelliste über Social Media.
Produziert wurde das Album größtenteils von Tommy Brown der bereits mit Grande an ihren vorherigen Studioalben gearbeitet hatte. Zusätzlich waren an der Produktion Murda Beatz, Oliver Frid, Peter Lee Johnson, London on da Track, Mr. Franks, Nami, Tommy Parker, Travis Sayles, Scott Storch, Shea Taylor, The Rascals, Xavi und Shintaro Yasuda beteiligt.

## Komposition und Text
Musikalisch ist das Album hauptsächlich den Genres Contemporary R&B und trap-pop zuzuordnen. Darüber hinaus sind Elemente aus dem Hip-Hop und House typische Rhythmen zu hören. Der Gesang wurde als vom Hip-Hop inspiriert, gemischt mit einem Hauch mumble rap, beschrieben.
Die Texte wurden von Grande selbst, zusammen mit diversen Songwritern geschrieben. Inhaltlich umschreiben die Texte hauptsächlich sexuelle Handlungen. In 34+35 singt Grande im Refrain

“Can you stay all night, fuck me til the daylight”

„Kannst du die ganze Nacht wach bleiben? Fick mich bis das Tageslicht kommt“

weiter singt sie am Ende

“Means I wanna 69 wit' ya', no shit”

„Das heißt, ich möchte 69 mit dir, kein Scheiß“

und spielt damit auf die Sex Position 69 an. Andreas Borcholte beschrieb den Text für den Spiegel als „unumwunden erotisch und voller Wortspielereien, die immer nur eines umschreiben: Sex“.

## Titelliste
| Nr.          | Titel                            | Länge |
| ------------ | -------------------------------- | ----- |
| 1.           | Shut Up                          | 2:37  |
| 2.           | 34+35                            | 2:53  |
| 3.           | Motive (mit Doja Cat)            | 2:47  |
| 4.           | Just like Magic                  | 2:29  |
| 5.           | Off the Table (mit The Weeknd)   | 3:59  |
| 6.           | Six Thirty                       | 3:04  |
| 7.           | Safety Net (feat. Ty Dolla Sign) | 3:28  |
| 8.           | My Hair                          | 2:38  |
| 9.           | Nasty                            | 3:20  |
| 10.          | West Side                        | 2:12  |
| 11.          | Love Language                    | 2:59  |
| 12.          | Positions                        | 2:52  |
| 13.          | Obvious                          | 2:28  |
| 14.          | POV                              | 3:21  |
| Gesamtlänge: | Gesamtlänge:                     | 41:07 |

| Nr.          | Titel                                               | Länge |
| ------------ | --------------------------------------------------- | ----- |
| 15.          | Someone Like U                                      | 1:16  |
| 16.          | Test Drive                                          | 2:02  |
| 17.          | 34+35 (Remix) (feat Doja Cat & Megan Thee Stallion) | 3:03  |
| 18.          | Worst Behavior                                      | 2:04  |
| 19.          | Main Thing                                          | 2:09  |
| Gesamtlänge: | Gesamtlänge:                                        | 51:41 |

## Singleauskopplungen
Die Single Positions konnte die Chartspitze unter anderem in Großbritannien, Australien, Neuseeland, Kanada und den USA erreichen. Die Single 34+35 konnte zahlreiche internationale Platzierungen in den Charts erreichen. Die Top Ten der Single-Charts erreichte 34+35 unter anderem in Großbritannien, Australien, Kanada und den USA. Darüber hinaus erreichten alle nicht als Single erschienenen Lieder des Albums die Hot 100 in den USA.
| Jahr | Titel           | Höchstplatzierung, Gesamtwochen, AuszeichnungChartplatzierungen (Jahr, Titel, , Platzierungen, Wochen, Auszeichnungen, Anmerkungen) | Höchstplatzierung, Gesamtwochen, AuszeichnungChartplatzierungen (Jahr, Titel, , Platzierungen, Wochen, Auszeichnungen, Anmerkungen) | Höchstplatzierung, Gesamtwochen, AuszeichnungChartplatzierungen (Jahr, Titel, , Platzierungen, Wochen, Auszeichnungen, Anmerkungen) | Höchstplatzierung, Gesamtwochen, AuszeichnungChartplatzierungen (Jahr, Titel, , Platzierungen, Wochen, Auszeichnungen, Anmerkungen) | Höchstplatzierung, Gesamtwochen, AuszeichnungChartplatzierungen (Jahr, Titel, , Platzierungen, Wochen, Auszeichnungen, Anmerkungen) | Anmerkungen                                                              |
| Jahr | Titel           | DE | AT | CH | UK | US | Anmerkungen                                                              |
| --- | --------------- | --- | --- | --- | --- | --- | ------------------------------------------------------------------------ |
| 2020 | Positions       | DE9 Gold · (12 Wo.)DE | AT7 Platin · (11 Wo.)AT | CH5 (19 Wo.)CH | UK1 Platin · (21 Wo.)UK | US1 ×2Doppelplatin · (29 Wo.)US | Erstveröffentlichung: 23. Oktober 2020 Verkäufe: + 4.907.000             |
| 2020 | 34+35           | DE59 (2 Wo.)DE | AT40 Gold · (6 Wo.)AT | CH33 (14 Wo.)CH | UK3 Platin · (24 Wo.)UK | US2 ×2Doppelplatin · (28 Wo.)US | Erstveröffentlichung: 15. Januar 2021 Verkäufe: + 3.795.000              |
| 2021 | POV             | DE— aDE | — | CH81 (1 Wo.)CH | UK19 Silber · (7 Wo.)UK | US27 (20 Wo.)US | Erstveröffentlichung: 19. April 2021 Verkäufe: + 490.000                 |
| Folgende Lieder erschienen nicht als Single, wurden aber durch das Album zum Download und Streaming bereitgestellt und konnten somit eine Platzierung erlangen: |                 | | | | | |                                                                          |
| |                 | | | | | |                                                                          |
| 2020 | Motive          | — | AT62 (1 Wo.)AT | CH63 (1 Wo.)CH | UK16 Silber · (3 Wo.)UK | US32 (2 Wo.)US | Charteinstieg: 6. November 2020 Verkäufe: + 450.000; feat. Doja Cat      |
| 2020 | Off the Table   | — | — | — | — | US35 (2 Wo.)US | Charteinstieg: 14. November 2020 Verkäufe: + 40.000; feat. The Weeknd    |
| 2020 | Just Like Magic | — | — | — | — | US43 (2 Wo.)US | Charteinstieg: 14. November 2020 Verkäufe: + 35.000                      |
| 2020 | Shut Up         | — | — | — | — | US47 (1 Wo.)US | Charteinstieg: 14. November 2020 Verkäufe: + 20.000                      |
| 2020 | Nasty           | — | — | — | — | US49 (1 Wo.)US | Charteinstieg: 14. November 2020 Verkäufe: + 40.000                      |
| 2020 | Safety Net      | — | — | — | — | US52 (1 Wo.)US | Charteinstieg: 14. November 2020 Verkäufe: + 75.000; feat. Ty Dolla Sign |
| 2020 | Six Thirty      | — | — | — | — | US63 (1 Wo.)US | Charteinstieg: 14. November 2020 Verkäufe: + 20.000                      |
| 2020 | My Hair         | — | — | — | — | US65 (1 Wo.)US | Charteinstieg: 14. November 2020 Verkäufe: + 20.000                      |
| 2020 | Obvious         | — | — | — | — | US70 (1 Wo.)US | Charteinstieg: 14. November 2020 Verkäufe: + 20.000                      |
| 2020 | West Side       | — | — | — | — | US71 (1 Wo.)US | Charteinstieg: 14. November 2020 Verkäufe: + 20.000                      |
| 2020 | Love Language   | — | — | — | — | US75 (1 Wo.)US | Charteinstieg: 14. November 2020 Verkäufe: + 20.000                      |
| 2021 | Test Drive      | — | — | CH92 (1 Wo.)CH | UK38 (1 Wo.)UK | US61 (1 Wo.)US | Charteinstieg: 26. Februar 2021 Verkäufe: + 20.000                       |

## Rezensionen
Positions erhielt überwiegend positive Kritiken, wurde jedoch größtenteils für nicht besonders herausstechend empfunden. Metacritic ermittelte für das Album eine durchschnittliche Bewertung von 72/100 basierend auf 24 Rezensionen.

## Kommerzieller Erfolg

### Chartplatzierungen
Positions erreichte in den Vereinigten Staaten in der ersten Chartwoche mit 174.000 Album-equivalent units Platz eins der Albumcharts.
| ChartsChartplatzierungen       | Höchstplatzierung | Wochen |
| ------------------------------ | ----------------- | ------ |
| Deutschland (GfK)              | 7 (15 Wo.)        | 15     |
| Österreich (Ö3)                | 5 (18 Wo.)        | 18     |
| Schweiz (IFPI)                 | 4 (18 Wo.)        | 18     |
| Vereinigte Staaten (Billboard) | 1 (103 Wo.)       | 103    |
| Vereinigtes Königreich (OCC)   | 1 (43 Wo.)        | 43     |

| ChartsJahrescharts (2020)    | Platzierung |
| ---------------------------- | ----------- |
| Vereinigtes Königreich (OCC) | 58          |

| ChartsJahrescharts (2021)      | Platzierung |
| ------------------------------ | ----------- |
| Vereinigte Staaten (Billboard) | 8           |
| Vereinigtes Königreich (OCC)   | 50          |

| ChartsJahrescharts (2022)      | Platzierung |
| ------------------------------ | ----------- |
| Vereinigte Staaten (Billboard) | 101         |

### Auszeichnungen für Musikverkäufe
| Land/Region                  | Auszeichnungen für Musikverkäufe (Land/Region, Auszeichnung, Verkäufe) | Verkäufe  |
| ---------------------------- | ---------------------------------------------------------------------- | --------- |
| Australien (ARIA)            | Gold                                                                   | 35.000    |
| Dänemark (IFPI)              | Platin                                                                 | 20.000    |
| Frankreich (SNEP)            | Platin                                                                 | 100.000   |
| Italien (FIMI)               | Gold                                                                   | 25.000    |
| Kanada (MC)                  | 2× Platin                                                              | 160.000   |
| Mexiko (AMPROFON)            | Platin                                                                 | 60.000    |
| Neuseeland (RMNZ)            | 2× Platin                                                              | 30.000    |
| Norwegen (IFPI)              | Platin                                                                 | 20.000    |
| Österreich (IFPI)            | Gold                                                                   | 7.500     |
| Polen (ZPAV)                 | 3× Platin                                                              | 60.000    |
| Portugal (AFP)               | Gold                                                                   | 7.500     |
| Schweiz (IFPI)               | 2× Platin                                                              | 40.000    |
| Singapur (RIAS)              | Gold                                                                   | 5.000     |
| Spanien (Promusicae)         | Gold                                                                   | 20.000    |
| Vereinigte Staaten (RIAA)    | Platin                                                                 | 1.000.000 |
| Vereinigtes Königreich (BPI) | Platin                                                                 | 300.000   |
| Insgesamt                    | 6× Gold · 15× Platin ·                                                 | 1.890.000 |

Hauptartikel: Ariana Grande/Auszeichnungen für Musikverkäufe